# Medina-Sidonia
Medina-Sidonia település Spanyolországban, Cádiz tartományban. Medina-Sidonia Alcalá de los Gazules, Jerez de la Frontera, Paterna de Rivera, Benalup-Casas Viejas, Los Barrios, Tarifa, Vejer de la Frontera, Chiclana de la Frontera és Puerto Real községekkel határos. Lakosainak száma 11 764 fő (2024).

## Népesség
A település népessége az utóbbi években az alábbiak szerint változott:
| Lakosok száma | 10 775 | 10 802 | 11 166 | 11 683 | 11 823 | 11 794 | 11 756 | 11 708 | 11 813 | 11 764 |
|               | 2001   | 2004   | 2006   | 2009   | 2011   | 2014   | 2016   | 2019   | 2021   | 2024   |